# Hüttenwerk Oberhausen
Die Hüttenwerk Oberhausen AG (HOAG) war ein Unternehmen im Bereich der Eisen- und Stahlerzeugung. Es ging 1951 aus dem von den Alliierten im Zuge der Entflechtung zerschlagenen Unternehmen Gutehoffnungshütte (GHH) hervor. Der Bereich des Steinkohlenbergbaus, die Bergbau AG Neue Hoffnung, wurde 1959 der HOAG zugeschlagen. Die Hüttenwerk Oberhausen AG wurde 1968 von der August Thyssen-Hütte AG übernommen und firmierte seit 1971 als Thyssen Niederrhein AG (TNO). 1986 wurde dieses schließlich in die Thyssen Stahl AG eingegliedert. Es war das erste integrierte Hüttenwerk mit der ersten „Hüttenzeche“ im Ruhrgebiet und auch eines der größten. 1997 wurde schließlich mit der Schließung des Elektrostahlwerks der letzte Werksteil geschlossen.

## Geschichte

### Das Werk als Teil der JHH bis 1870
Das Werk entstand im Jahre 1791, als die Eisenhütte Neu-Essen im Bereich der Bauerschaft Lippern im damaligen Stift Essen gegründet wurde. Fürstäbtissin Maria Cunegunda ließ die Hütte durch den Koblenzer Hüttenfachmann Gottlob Jacobi errichten, der ab 1799 auch Mitanteilseigner am Unternehmen wurde. Durch die Wirren der napoleonischen Zeit verkaufte Maria Cunegunda ihre Anteile an der Hütte jedoch 1805 an die Familie Haniel. In unmittelbarer Nähe waren im gleichen Zeitraum die Hütten St.-Antony in Osterfeld und „Gute Hoffnung“ in Sterkrade entstanden. Alle drei Hütten wurden schließlich 1808 in die Hüttengewerkschaft und Handlung Jacobi, Haniel & Huyssen (JHH) mit Sitz in Sterkrade eingebracht.
Auf Neu-Essen wurde ein Hochofen und eine kleine Gießerei errichtet. Aufgrund der Unrentabilität wurde der kleine Hochofen jedoch bereits 1812, nach Gründung der JHH, geschlossen, und dort ein Hammerwerk errichtet. Aufgrund der hohen Holzkohle- und Erzpreise wurden die eigenen Hüttenbetriebe der JHH immer unrentabler, sodass man Roheisen aus Großbritannien importierte, die dort bereits in mit Koks befeuerten Hochöfen gewonnen werden konnten, und daher billiger waren. Das Roheisen wurde in einem „Frischofen“ gefrischt und dann im Hammerwerk zu Stabeisen verarbeitet, die die Maschinenbaubetriebe in Sterkrade abnahmen.
1828 wurde ein Blechwalzwerk errichtet, die sogenannte „Alte Walz“, später „Walzwerk Oberhausen“, entstand. Sie wurde gegenüber dem Schloss Oberhausen errichtet und produzierte die im Hammerwerk entstehenden Brammen weiter. Die JHH stieg in den Bau von Dampfschiffen in ihrer Ruhrorter Werft ein und benötigte daher Bleche.
In den 1830er Jahren fasste schließlich die Eisenbahn in Deutschland Fuß. Bereits 1790 hatte die „Gute Hoffnung“ in Sterkrade die ersten Schienen für den Rauendahler Kohlenweg geliefert. Die JHH beschloss, die Schienen im Walzwerk Oberhausen zu fertigen. Dafür wurden die Anlagen dort modernisiert: Das in England entstandene Puddelverfahren wurde 1836 eingeführt, ebenso ein Stabeisenwalzwerk errichtet, die das Hammerwerk Neu-Essen immer mehr unnötig machten, welche schließlich 1858 geschlossen wurde. 1842 wurde schließlich ein Schienenwalzwerk eingerichtet. 1846 konnten 3.000 t Eisenbahnschienen für die bayrische Ludwigsbahn geliefert werden. 1849 und 1853 wurden zwei weitere Stabeisenstraßen in Betrieb genommen, 1855 wurde schließlich auch ein Grobblechwalzwerk errichtet.
Das Roheisenproblem wurde 1849 auf der Friedrich Wilhelms-Hütte in Mülheim gelöst: Der erste mit Koks betriebene Hochofen im Ruhrgebiet wurde in Betrieb genommen. Schnell begann auch die JHH, Hochöfen zu bauen: 1855 wurde die Eisenhütte Oberhausen I mit dem ersten Kokshochofen errichtet, bis 1863 wird die gesamte Anlage auf sechs Hochöfen ausgebaut. Die dafür benötigten Steinkohlevorkommen waren im Ruhrgebiet reichlich vorhanden; dem Inhaber der JHH, Franz Haniel, dem „Pionier des Ruhrbergbaus“, gelang bereits 1834 die Durchdringung der Mergeldecke in Essen. Hierfür wurde 1847 mit der Abteufung der Zeche Zollverein begonnen, die Zeche wurde jedoch nicht direkt der JHH angegliedert. Die erste „Hüttenzeche“ wurde schließlich die Zeche Königsberg: Franz Haniel erwarb 1853 eine sehr große Berechtsame im Bereich der Gemeinden Borbeck, Osterfeld, Sterkrade, Hiesfeld und Bottrop („Feld Oberhausen“), brachte sie direkt in die JHH ein und begann im Jahr drauf mit der Abteufung der Schächte. Die Zeche wurde hierbei unmittelbar südlich der Eisenhütte Oberhausen I angelegt somit auch Teil des Werks. 1859 wurde schließlich die Kokerei errichtet, die die inzwischen in Oberhausen umbenannter Zeche geförderten Steinkohlen verwendete. Somit hatte die JHH auch eine eigene Koksbasis geschaffen.

### Gründung des Walzwerks Neu-Oberhausen bis zum Ersten Weltkrieg
In den Jahren 1868 bis 1872 wird schließlich östlich der Hütte Oberhausen I, an der Osterfelder Straße, das Walzwerk „Neu-Oberhausen“ errichtet, die die Kapazitäten der JHH enorm erweiterten: Es wurde ein Puddelwerk und ein modernes Bessemer-Stahlwerk errichtet, mit je 10 t Fassungsvermögen pro Birne, mit der es auch bei der JHH möglich war, Flusseisen in großen Mengen herzustellen, sowie sechs Walzstraßen in Betrieb genommen; zwei Block-, ein Profil-, Feineisen-, Schienen- und Räderwalzwerk mit angegliederter Hammerschmiede und Radsatzfertigung errichtet. Ebenso wurden beim Hochofenwerk Oberhausen I vier weitere Hochöfen in Betrieb genommen. Ebenso wird 1871 die Werkfeuerwehr eingerichtet.
1873 wurde aus der JHH schließlich die „Gutehoffnungshütte, Aktienverein für Bergbau und Hüttenbetrieb“ (GHH). Nur drei Jahre später wurde der Hauptsitz der Firma von Sterkrade zur neu gebauten Hauptverwaltung der Gutehoffnungshütte am Werk verlegt.
Die Produktionskapazitäten in Neu-Oberhausen wurden weiter erweitert: 1879 wurde ein Siemens-Martin-Stahlwerk mit 10 t Fassungsvermögen errichtet, 1881 eine Straße für Walzdraht in Betrieb genommen. 1882 wurde, gemeinsam mit Hoesch, der Dortmunder Union und Phoenix eine Lizenz zum Betrieb des neuen Thomas-Verfahrens erworben, womit nun auch phosphorreiches Eisenerz verwendet werden konnte. Um 1880 herum wurde auch mit der Produktion von eisernen Bahnschwellen begonnen. 1884 wurde auf der „Alten Walz“ eine neue Stahlträgerstraße anstelle des alten Schienenwalzwerks in Betrieb genommen, die Schienenfertigung wurde nun komplett von „Neu-Oberhausen“ übernommen. Ebenfalls wurde dort 1892/93 eine neue Universalstraße errichtet, in der verschiedene Stahlprofile ausgewalzt werden konnten. 1895/96 wurde schließlich die Feinstraße von Neu-Oberhausen zur „Alten Walz“ versetzt, hier konnten verschiedene Rundstäbe von 14 und 22 mm Durchmesser sowie Flacheisen ausgewalzt werden.
1893 wurde die Herstellung von Bessemer-Stahl zugunsten des Thomas-Stahls eingestellt. Bereits ab 1888 begann die Nutzung von flüssigem Roheisen, das direkt zum Stahlwerk in Pfannenwagen geliefert wurde, und 1892 konnte eine Anlage mit zwei Roheisenmischern mit je 120 t Fassungsvermögen in Betrieb genommen werden. Somit wurden die Stahlwerke von der Unregelmäßigkeit der Anlieferungen unabhängig gemacht. 1903 wurden schließlich auch die letzten Puddelöfen außer Betrieb genommen, die höchst unwirtschaftlich geworden waren und nicht mehr der gängigen Technik entsprachen.
1897 und 1901 wurden die inzwischen veralteten Walzanlagen im Fein- und Grobblechwalzwerk erneuert. 1909 wurde das Werk schließlich Richtung Westen, an die Sterkrader Straße, erweitert: Die Eisenhütte Oberhausen II wurde errichtet: Je zwei Hochöfen mit einer Leistung von 900 t Roheisen pro Tag wurden gebaut.

### Zwischenkriegszeit und Nationalsozialismus
Unter dem Vorstandsvorsitzenden Paul Reusch wurde die GHH mehr und mehr zu einem Maschinenbaukonzern. So wurde 1921, in der Inflationszeit, die MAN (Maschinenfabrik Augsburg-Nürnberg) erworben. Die Oberhausener Hütte lieferte vor allem die Vorprodukte für den Bau der Maschinen. Gleichzeitig wurde ein neues Gebäude geplant, dass die wachsende Anzahl der Gebrauchsgüter aufnehmen sollte. Der berühmte Architekt Peter Behrens wurde damit beauftragt, ein Hauptlagerhaus für die GHH zu bauen, die 1925 fertig gestellt wurde. Gleichzeitig wurde der offizielle Sitz der GHH 1923 aufgrund der Unruhen während der Ruhrbesetzung von Oberhausen nach Nürnberg verlegt. Die Oberhausener Werke, mit dem Maschinenbau Sterkrade, den Zechen und der Oberhausener Hütte, und das ehem. Drahtwerk Boecker in Gelsenkirchen, waren bereits vorher in die Tochtergesellschaft „Gutehoffnungshütte Oberhausen AG“ ausgegliedert worden und waren der wichtigste Teil des GHH-Gesamtkonzerns. Die Konzernleitung hielt sich dennoch weitgehend in Oberhausen auf.
1927 wurde u. a. ein Zementwerk an der Osterfelder Straße in Betrieb, das den Hüttensand optimal verwerten sollte. 1929 wurde schließlich für die Kokerei Osterfeld und die Hütte ein gemeinsamer Gasometer geplant, in dem Kokereigas und Gichtgas zwischengespeichert werden sollten: der Gasometer Oberhausen wurde errichtet, bis heute der höchste Gasometer in Europa und ein Wahrzeichen der Stadt Oberhausen.
Konzernchef Paul Reusch stand, wie die meisten Industriellen seiner Zeit, der Republik ablehnend gegenüber, hatte jedoch zur NSDAP eine widersprüchliche Haltung. So kam es zur Einmischung der Nazis in das Unternehmen. Während der Krieges wurde in der Oberhausener Hütte auf Kriegswirtschaft umgestellt und die Vorprodukte für die Rüstungsindustrie geliefert. Im Forsterbruch richtete die GHH ein Zwangsarbeiterlager für die Kriegsgefangenen ein. Ab 1943 war das Werk und auch die Stadt Oberhausen verstärkt Ziel alliierter Luftangriffe. In den letzten Kriegstagen richten Luftangriffe und Artilleriebeschuss der Alliierten so große Schäden an, dass alle Betriebe der GHH die Produktion einstellen müssen.

### Entflechtung bis zur Schließung
Nach dem Krieg wurde die GHH, wie die meisten Industriekonzerne im Ruhrgebiet „entflochten“: Die GHH sollte nur noch den Maschinenbau betreiben, der Bergbau und die Stahlerzeugung wurden in eigene Unternehmen geführt. So entstand 1947 die „Hüttenwerk Oberhausen Aktiengesellschaft“, die 1951 schließlich von der GHH getrennt wurde.
Auf dem Gebiet der Stahlproduktion änderte sich zunächst wenig. Ab 1959 nahm die HOAG in Lizenz die Herstellung von Cortenstahl auf, ebenso wurde ein Rotorstahlwerk eingerichtet, einem bei der HOAG entwickelten Verfahren, in dem ohne die Zugabe von Schrott (für Siemens-Martin-Stahl notwendig) Rohstahl hergestellt werden konnte. Im selben Jahr wurde auch die Bergbau AG Neue Hoffnung wieder der HOAG angegliedert, sodass die Zechen wieder in Besitz genommen wurden. Ebenfalls 1959 wurde schließlich mit Hochofen A der dritte „Großhochofen“ im Ruhrgebiet fertiggestellt, des Weiteren wurden neue Walzstraßen, teilweise in neu gebauten Hallen, in Betrieb genommen, so die kontinuierliche Halbzeugstraße (1954), das Feinstahlwalzwerk (1955), die Quarto-Grobblechstraße (1957) und die kontinuierliche Drahtstraße (1963). 1965 erreichte die HOAG schließlich die volle Ausbaustufe, es wurden 15.110 Mitarbeiter beschäftigt und 2,2 Mio. t Rohstahl hergestellt und verarbeitet.

Logo Thyssen AG ab 1976

Ab da an machten sich erste Überkapazitäten in der Stahlindustrie bemerkbar, ebenso setzte die Kohlekrise ein, die den Steinkohlenbergbau unwirtschaftlich machen lässt. Die Zechen (Osterfeld, Jacobi/Franz Haniel) wurden 1968 in die Ruhrkohle AG eingegliedert. 1966 wurden das Siemens-Martin-Stahlwerk I und die alte Drahtstraße auf „Neu-Oberhausen“ stillgelegt. Die Planungen für das neue, moderne Linz-Donawitz-Verfahren kamen schließlich zum Erliegen, da 1968 die August Thyssen-Hütte AG aus Duisburg die Mehrheit der HOAG übernahm und die Pläne nicht weiter verfolgte, da sie in ihr Stammwerk im Duisburger Norden investierte. Mit der Niederrheinischen Hütte in Duisburg-Hochfeld wurde die HOAG 1971 zur Thyssen Niederrhein AG zusammengelegt.
Thyssen fuhr den Betrieb in Oberhausen nach und nach zurück, um die Kapazitäten des Stammwerks Bruckhausen und des neu errichteten Werks Beeckerwerth aufrechtzuerhalten, die günstig am Rhein liegen. Die ungünstige Lage im Inneren wurde zunehmend zur Belastung, da 1965 inzwischen 94,5 % der verhütteten Erze aus dem Ausland kamen. Noch im Jahr 1969 kam daher nach der Übernahme durch Thyssen das Aus für die Hütte Oberhausen I. Alle vier Hochöfen wurden stillgelegt. Da in Bruckhausen zu jener Zeit das neue, nach dem LD-Verfahren arbeitende Oxygenstahlwerk fertiggestellt wurde, legte Thyssen 1968 auch das Thomas-Stahlwerk still und beschloss, die frei werdende Roheisenmenge nach Duisburg zu schicken. Ebenso wurden für die bessere Auslastung der Werke im Duisburger Norden die schwere Profilstraße (u. a. Schienen) und das vorgelagerte Knüppelwalzwerk stillgelegt.
Es kommt zu weiteren Schließungen auf Oberhausen: 1970 wurde die alte Duo-Grobblechstraße, 1971 die Mittelblechstraße stillgelegt. 1975 wurde auch Hochofen 3 stillgelegt, sodass nur noch Hochofen A übrig blieb. 1977 gab die Thyssen AG bekannt, dass „das Siemens-Martin Stahlwerk unserer Tochtergesellschaft Thyssen Niederrhein in Oberhausen zu einer Quelle untragbarer Verluste geworden ist“. Noch im gleichen Jahr wurde ein Sanierungsprogramm beschlossen, dass die Weichen für die Flüssigphase am Standort Oberhausen stellte. Hochofen und das Siemens-Martin-Stahlwerk sollten durch ein modernes Elektrostahlwerk mit Knüppel-Stranggießanlage ersetzt werden. Vormaterial für die Grobblechstraße sollte fortan aus Duisburg kommen, sodass auch die Blockbrammenstraße in Oberhausen 1977 stillgelegt wurde. Mit der Schließung von Hochofen A 1979 endete die Geschichte der Roheisenerzeugung in Oberhausen, die 1758 auf der St.-Antony-Hütte begonnen hatte. Möglich wurden diese Schließungen u. a. auch dadurch, dass Thyssen 1973 mit der Gründung eines reinen Hüttenbetriebs in Duisburg-Marxloh, dem Werk Schwelgern begonnen hatte, in der ein erster Großhochofen mit 10.000 t Roheisenkapazität pro Tag errichtet wurde, die die Produktionsmengen der bisher gebauten Hochöfen weit übertrafen.
1980 nahm Deutschlands größtes Elektrostahlwerk mit zwei Öfen je 135 t Fassungsvermögen seinen Betrieb auf. Der Arbeitsplatzabbau wird durch die Zahlen von 1983 deutlich: Bei Thyssen Niederrhein in Oberhausen waren 1983 noch 6.010 Mitarbeiter beschäftigt. Im selben Jahr wurde nun auch die Grobblechstraße stillgelegt, nach dem Thyssen die Grobblechaktivitäten komplett auf das 1970 von Mannesmann übernommene Grobblechwalzwerk in Duisburg-Hüttenheim verlegte. 1986 wurde die Thyssen Niederrhein AG aufgelöst und direkt in die Thyssen Stahl AG eingegliedert. 1987 kam schließlich auch das Aus für die 550er-Mittelprofilstraße, nach dem Thyssen ein neues Profilstahlkonzept vorlegte. Nun waren nur noch die Drahtstraße 2, das Zementwerk und das Elektrostahlwerk mit angegliederter Knüppel-Stranggießanlage in Betrieb. Das Zementwerk wurde 1989, die Drahtstraße 2 1990 stillgelegt, nachdem die Produktion dort komplett auf das Hochfelder Werk verlagert wurde.
1994 wurde das Elektrostahlwerk mit der Knüppel-Stranggießanlage als Stahlwerk Oberhausen GmbH als Tochter der Thyssen Stahl AG gegründet. Thyssen suchte einen Käufer für das Stahlwerk, wozu es jedoch nicht mehr kam. Die Stilllegung erfolgte am 19. Dezember 1997 mit etwa 190 Beschäftigten. Somit endete die Geschichte der Eisen- und Stahlindustrie in Oberhausen.

## Heutige Nutzung der Flächen
Durch die Schließung wurde eine riesige Fläche inmitten der Stadt Oberhausen zu einer Brachfläche. Die Flächen wurden folgendermaßen neuer Nutzung zugeführt:
- Auf der Fläche der Eisenhütten Oberhausen I und II entstand das Gewerbegebiet Lipperfeld, wo sich manche Firmen mit Büros, Karosseriewerkstätten und Kleingewerbe niederließen.
- Auf der Fläche des ehemaligen Schlackebergs auf der anderen Seite der Konrad-Adenauer-Allee entstand das Gewerbegebiet Am Kaisergarten.
- Im Bereich des Walzwerks Oberhausen („Alte Walz“), des Draht- und Feinstahlwalzwerks und des Zementwerks entstand 1996 die Neue Mitte Oberhausen mit dem Centro als das zur Gründung größte Einkaufszentrum Europas, dem Gasometer Oberhausen als Ausstellungshalle (der Abriss konnte verhindert werden), der Rudolf Weber-Arena, dem Sea Life Abenteuer Park und weiteren Attraktionen der Freizeit- und Einkaufsbranche.
- Das Gelände des ehemaligen Elektrostahlwerks und des Walzwerks „Neu-Oberhausen“ steht bis heute überwiegend brach. Einige ehemalige Verwaltungsgebäude am Rand der Fläche bezog das Fraunhofer-Institut für Umwelt-, Sicherheits- und Energietechnik (UMSICHT). In der riesigen Brachfläche konnten in den letzten Jahren nach langem Stillstand nur ein Spielcasino, ein Supermarkt, ein paar Möbel- und Baumärkte (Poco und Hornbach) sowie 2022 eine Topgolf-Anlage errichtet werden. Vorstellungen wie der Gesundheitspark O.Vision konnten aufgrund der klammen Stadtkassen und Vermarktungsdesasters nicht mehr realisiert werden.[21] Inzwischen plant die Stadt Oberhausen die Errichtung einer neuen Wohnsiedlung auf dem Gelände.[22]